# Houtain-le-Val
Houtain-le-Val (en való Houtin-l'-Vå, en neerlandès Dalhoutem (rar)) és un antic municipi de Bèlgica a la Província de Brabant Való, al qual es troba la font del riu Dijle. L'any 1802 va fusionar-se amb el nucli d'Houtain-le-Mont i el 1977 amb Genappe. El nom d'origen germànic significa casa (hem) prop del bosc (holt), un topònim molt freqüent.

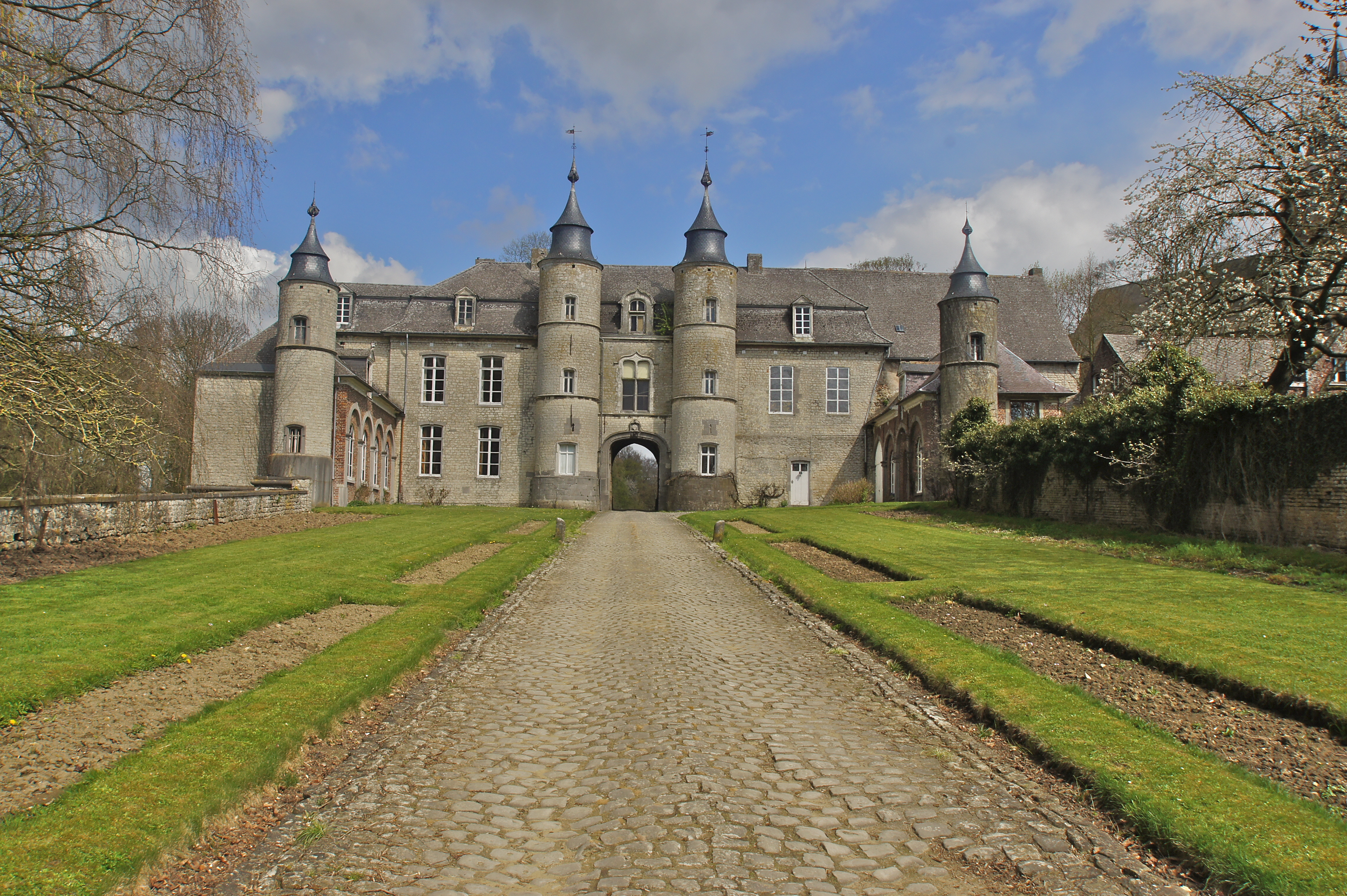
Castell d'Houtain-le Val

A l'edat mitjana, el poble era una senyoria, el castell que en formava la seu queda un punt d'interès major del poble. El 1396 passà sota dominació borgonyona i s'integrà a les Disset Províncies. Després va passar sota dominació dels habsburguesos castellans i més tard austríacs fins a la revolució francesa.
El 1815 el poble passà al Regne Unit dels Països Baixos i el 1830 a Bèlgica.
L'activitat principal del poble és l'agricultura.

## Llocs d'interès
- Castell d'Houtain-le-Val
- Castell de Crawhez.
- Castell d'Houtain-le-Mont
- Les masies de la Haie, de la Basse-cour, de la Hagoule i de Pontaille.

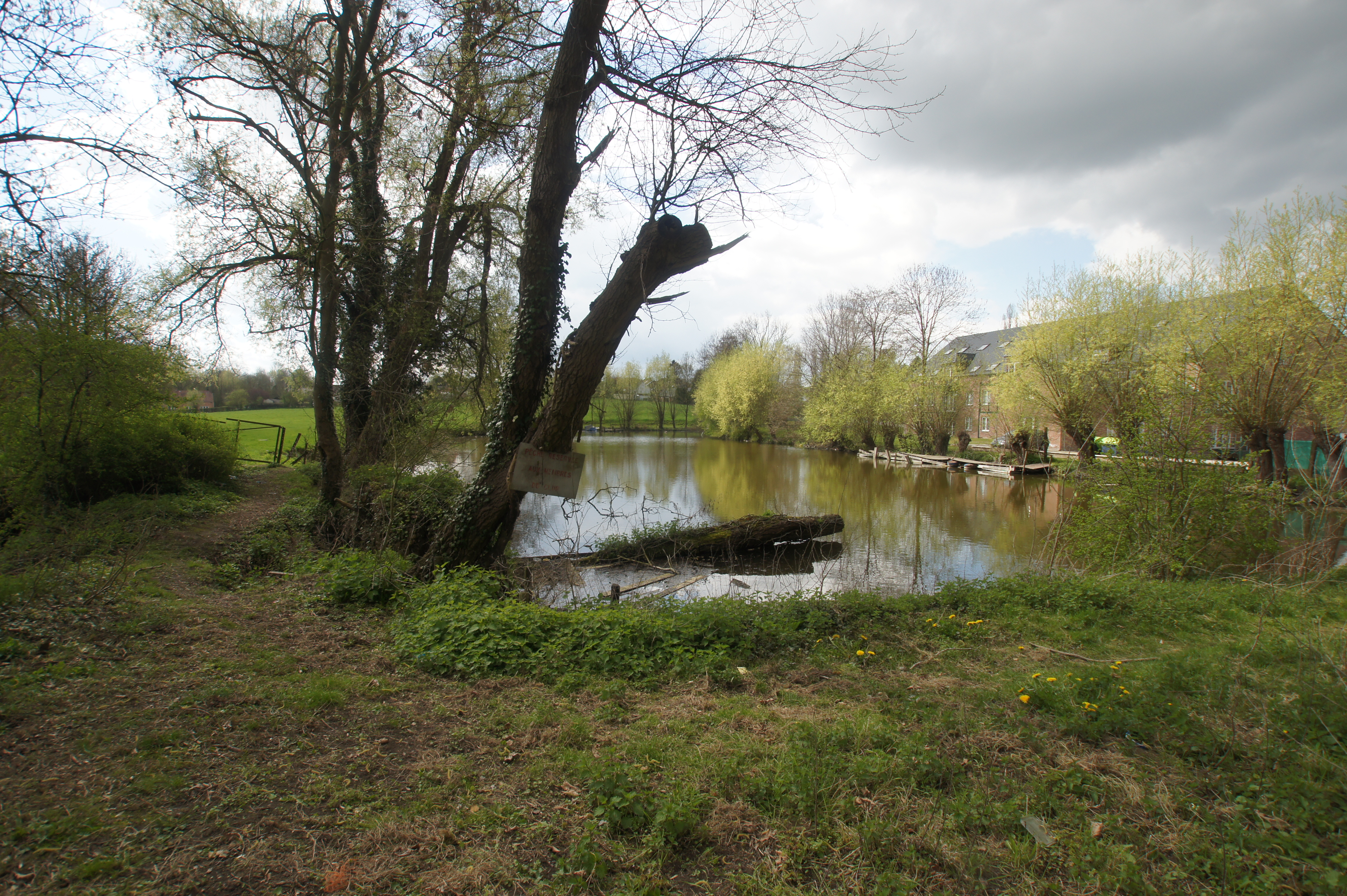
Estany-font del Dijle
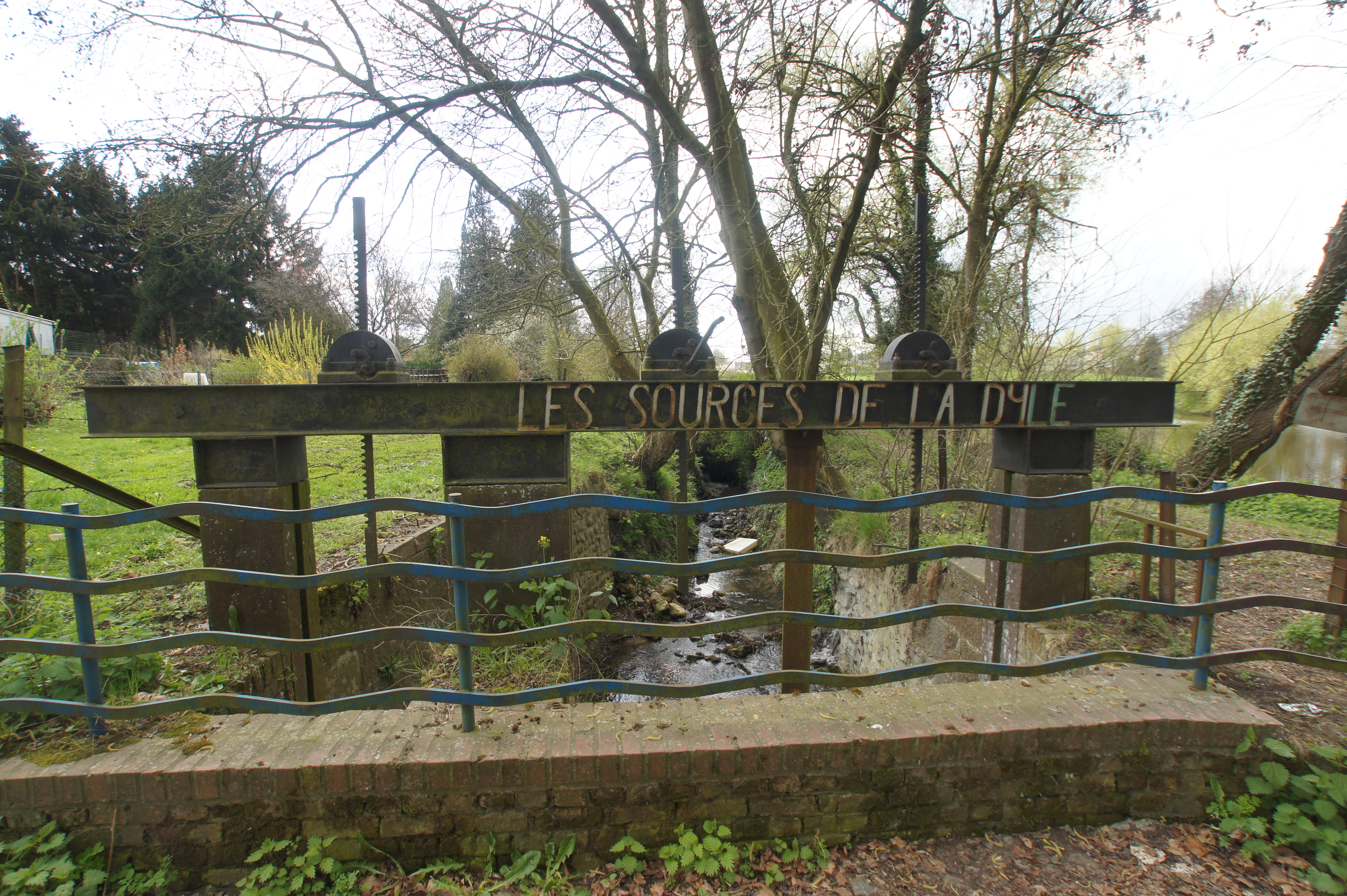
Resclosa a l'estany-font del Dijle